# Судьба человека (телепередача)
«Судьба человека» — российская телепередача, портретное интервью о судьбе главного героя, об интересных и малоизвестных фактах его биографии, о чувствах и эмоциях, которые переживал человек на главных поворотах своей судьбы. Гости телепередачи — различные актёры, политики, музыканты и другие известные люди.

## О программе
Первоначально телепередача выходила в эфир со 2 октября 2017 по 24 февраля 2022 года на телеканале «Россия-1» в 11:40. Телепрограмму ведёт Борис Корчевников. Ранее он вёл телепередачу «Прямой эфир» на том же телеканале.
Выпуски от 18 октября, 13 ноября, 27 ноября 2017 года, 5 февраля 2018 года, 18 мая, 16 июля 2020 года, 14 ноября 2022 года, 6 и 22 марта 2024 года были посвящены памяти Дмитрия Марьянова, Михаила Задорнова, Дмитрия Хворостовского, Михаила Державина, Инны Макаровой, Жанны Фриске, Яна Арлазорова, Ильи Олейникова, Михаила Жванецкого и Бориса Грачевского соответственно. Периодически, в связи со смертью известных личностей, также выходят повторы выпусков прошлых лет с их участием: так, вместо выпуска за 21 марта 2019 года был показан выпуск с Юлией Началовой от 24 августа 2018 года.
После начала вторжения России на Украину и изменения сетки вещания в пользу информационных и общественно-политических программ трансляция программы была приостановлена. С 10 октября 2022 по 30 ноября 2024 года (до 13 сентября также выходила на канале «Россия-1») программа выходила в эфир под названием «Жизнь и судьба», в котором Борис Корчевников брал интервью у знаменитостей, стоящих на патриотических и провластных позициях. Программа выходила внутри «Утра России» в московском региональном окне и перекрывалась в остальных регионах России местным вещанием. Позже программа стала выходить на канале «Россия-Культура». Хронометраж программы — 25 минут. С 24 октября по 29 декабря 2022 года из-за нехватки свободного места в дневной сетке вещания свежие выпуски под старым названием «Судьба человека» выходили поздно ночью.
С 1 сентября 2023 по 5 июля 2024 года программа «Судьба человека» выходила по пятницам в 14:55. С 12 июля по 2 августа 2024 года выходили повторы (программа ушла в отпуск), а с 16 по 30 августа 2024 года свежие выпуски (после выхода программы из отпуска) выходили по пятницам в 13:00. С 7 сентября 2024 по 1 февраля 2025 года программа выходила по субботам в 13:00, в пятницу её место занял ещё один выпуск передачи «Наши», выходившей до этого только с понедельника по четверг.  
Из-за большого хронометража выпуск программы «Судьба человека», посвящённый 65-летию Игоря Николаева, был разделён на 2 части и показан в субботу 18 января 2025 года в 12:50 и в воскресенье 19 января 2025 года в 12:50 на телеканале «Россия-1».

## Критика
Обозреватель отдела культура и ТВ и заместитель главного редактора еженедельника «Собеседник» Ольга Сабурова высказала следующее мнение:
Да, на телевидении не хватает добрых передач. Да, «Судьба человека» – тот проект, который мог бы этот вакуум заполнить. Но не с такими героями, которых нам представляют новомучениками, хотя на них клейма ставить негде. И не с таким ведущим, что усердно пытается подать себя как Валентину Леонтьеву XXI века. Корчевников уже не раз сравнивал себя с ней, и это для него, очевидно, идея фикс – быть на неё похожим. Вот он и старается закосить под тётю Валю – интонацией, отношением, простотой. Возможно, за несовременной блаженностью Бориса и скрывается искренняя душа. Но когда не видишь очевидного, ты или лжец, или дурак. Леонтьева не была ни тем, ни другим. Поэтому они с Корчевниковым, к счастью, никогда и не будут похожи.
В сентябре 2018 года Владимир Кара-Мурза-старший в одной из своих статей отмечал следующую тенденцию в телепрограммах Познера:
По его поведению в кадре, кстати, сразу видно, был ли гость ему навязан или он сам его выбирал. Как правило, он, мне кажется, не выбирает. И получаются стандартные интервью, каких много — что у Устиновой («ТВ Центр»), что у Корчевникова («Россия-1»). Нет той изюминки, той остроты, которая была у Познера раньше. Ему нужен или особенный человек, или право свободно задавать любые вопросы. Ни первого, ни второго в его программах не вижу. Познер стал зависимой фигурой, хотя и храбрится.